# Tito, amor mijo
Tito, amor mijo (COBISS) je roman Marka Sosiča; izšel je leta 2005 pri založbi Litera.

## Vsebina
Roman je pripoved o zamejskih Slovencih v šestdesetih letih dvajsetega stoletja, pisan skozi perspektivo desetletnika. Zgodba se odvija v času od maja do septembra, obsega pet poglavij, ki so naslovljena z imeni mesecev. Deček nam prikaže svojo družino, odnose v njej, posredno pa tudi takratne politične, kulturne in družbene razmere.
Naslov zveni kot zmes dveh jezikov, ki s seboj prinaša tudi nekoliko politične provokacije. Avtor sam zanj pravi, da je nekakšen strnjen odraz hrepenenj določenih likov v romanu in premislek, ki ga je imel pripovedovalec kot otrok. Strinja se z izzivalnostjo naslova, a dodaja, da ne nosi nobene politične apologije ali kritike, saj se otrok ne more politično opredeljevati.